# Скаба, Андрей Данилович
Андрей Данилович Скаба (30 ноября (12 декабря) 1905, с. Хоришки, Козельщинский район, Кобелякский уезд, Полтавская губерния, Российская империя — 26 июня 1986, Киев, СССР) — советский историк. Профессор (1964).
Академик Академии наук Украинской ССР (история советского общества) (20.12.1967).
Член ВКП(б) с 1940, член ЦК КП Украины (19.2.1960 — 17.3.1971), кандидат в члены Политбюро ЦК КП Украины (24.10.1959 — 29.3.1968).
Депутат ВС СССР 5—7 созывов.

## Биография
В 1925 г. окончил Полтавский педагогический техникум.
В 1925—1930 гг. учитель, заведующий семилетней школой (Харьковский округ).
В 1930—1934 гг. учился на социально-экономическом факультете Харьковского государственного университета.
В 1934—1935 гг. проходил службу в рядах Красной Армии.
В 1935—1936 гг. инспектор школ (Харьков).
В 1936—1939 гг. аспирант Харьковского государственного университета.
В 1936—1940 гг. преподаватель Харьковского педагогического института, Харьковского государственного университета.
В 1940—1942 гг. преподаватель Удмуртского государственного университета, лектор Ижевского городского комитета ВКП(б).
В 1942 г. слушатель Артиллерийских курсов усовершенствования командного состава.
В 1942—1946 гг. в РККА — командир батареи, преподаватель Тамбовских, житомирских артиллерийских курсов.
В 1946—1949 гг. директор Центрального архива Октябрьской Революции (Харьков). В 1946—1949 гг. заведующий кафедрой новой истории Харьковского государственного университета. В 1949 защитил кандидатскую диссертацию. В 1949—1951 гг. редактор областной газеты «Социалистическая Харьковщина». В 1951—1959 гг. секретарь Харьковского областного комитета КП Украины по идеологической работе. В июле-октябре 1959 г. министр высшего и среднего специального образования Украинской ССР. В 1959—1968 гг. секретарь ЦК КП Украины по идеологической работе. (Избран 22-24.10.1959 пленумом ЦК КП Украины, освобождён от обязанностей секретаря пленумом 29.3.1968.) В 1968—1973 гг. директор Института истории Академии наук Украинской ССР. Основал в 1969 создание многотомной «Истории Украинской ССР». C 1973 г. до конца жизни старший научный сотрудник Института истории Академии наук Украинской ССР.
Жил в Киеве.
Похоронен на Байковом кладбище.

## Награды
- орден Ленина (22.12.1965)
- 3 ордена Трудового Красного Знамени (26.02.1958; 24.11.1960; 20.07.1971)
- орден Дружбы народов (11.12.1985)
- орден «Знак Почёта» (22.02.1945)
- медали